# Chiesa della Madonna della Sanità
La chiesa della Madonna della Sanità è una cappella di Alatri, situata nella zona di Colleprata,.
Risale al XIII secolo, anche se viene citata per la prima volta il 21 maggio 1484, negli atti di un notaio locale.

## Descrizione
La chiesa è decorata da un ciclo di affreschi: tre di questi, due dittici e una figura, sono opera del Maestro della Madonna di Alvito, e si trovano sulle pareti laterali: un Cristo in pietà con San Sebastiano, un Cristo in pietà con Maria Maddalena ed un San Sebastiano, tutti databili al periodo successivo al 1460, ma che testimoniano differenti gradi di maturità artistica del Maestro.
Altri due affreschi sono più recenti: la cosiddetta Madonna idropica collocata in una nicchia ad arco in prossimità dell'altare, e una Madonna col Bambino fatta dipingere nell'Ottocento dal vescovo Adriano Giampedi ad imitazione di una Madonna della Pace che si trova a Roma. 
La chiesa è stata recentemente ristrutturata ad opera dei fedeli e ne sono state messe in luce le pareti policromatiche dai colori settecenteschi.

## Galleria d'immagini

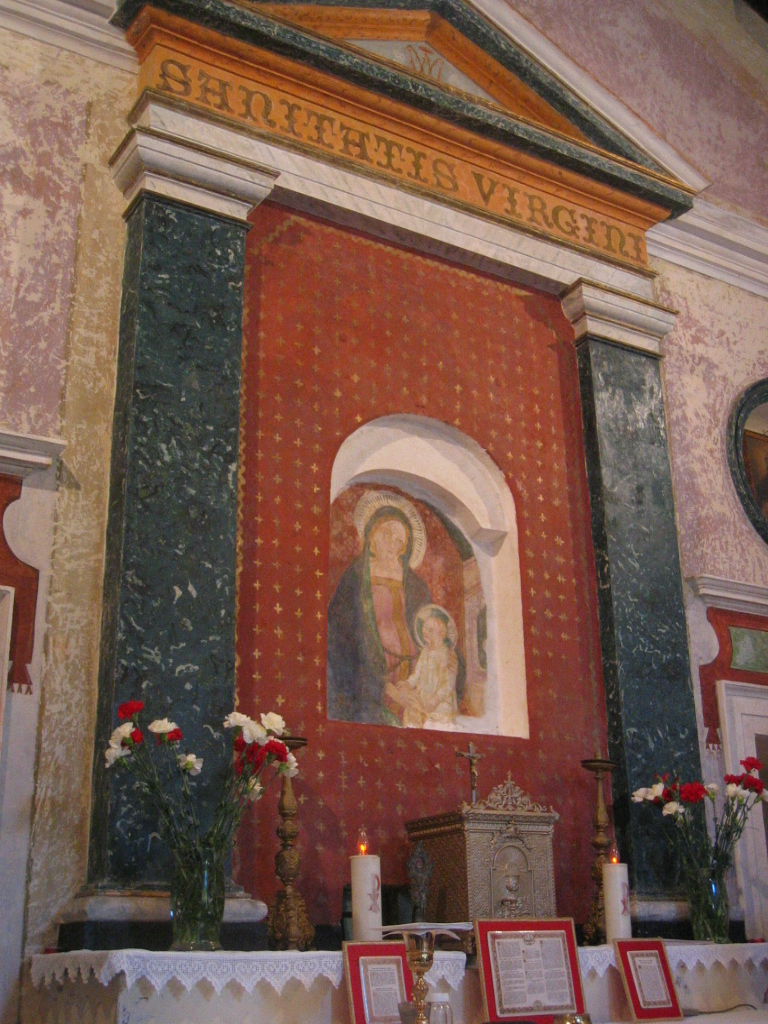
Altare e affresco della Madonna Idropica (XVIII secolo)
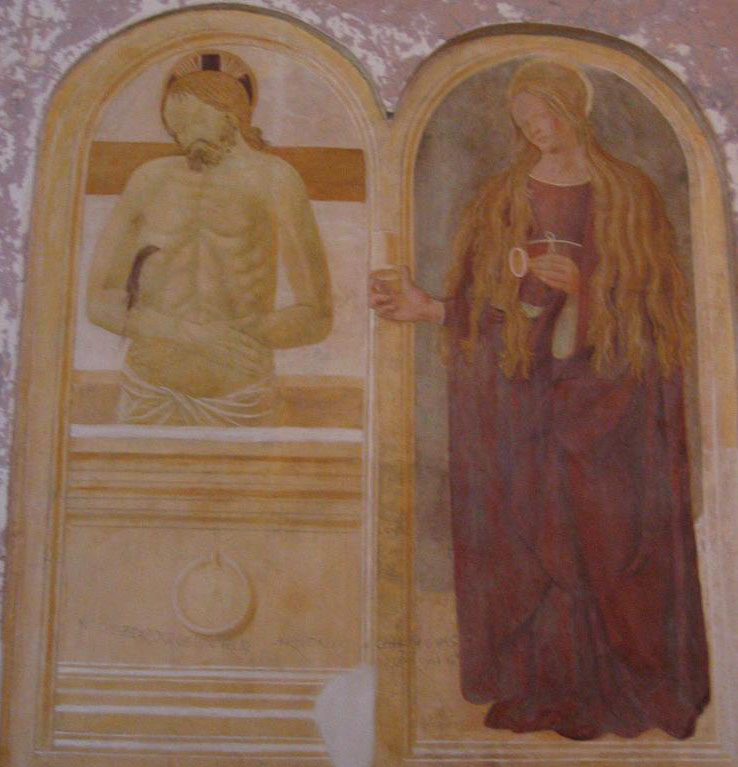
Affresco di Cristo in pietà con Maria Maddalena, Maestro della Madonna di Alvito (XV secolo)
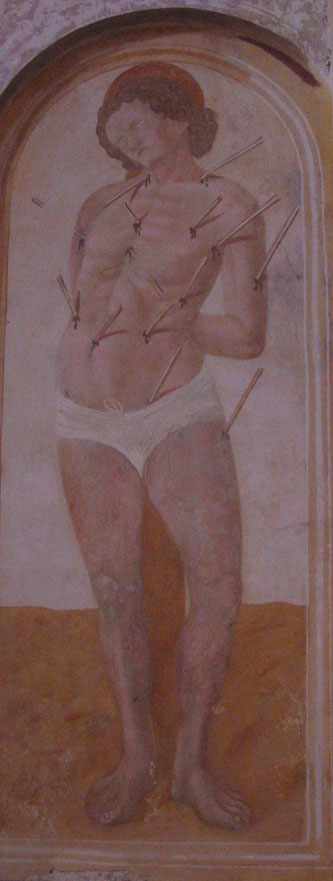
Affresco di San Sebastiano, Maestro della Madonna di Alvito (XV secolo)
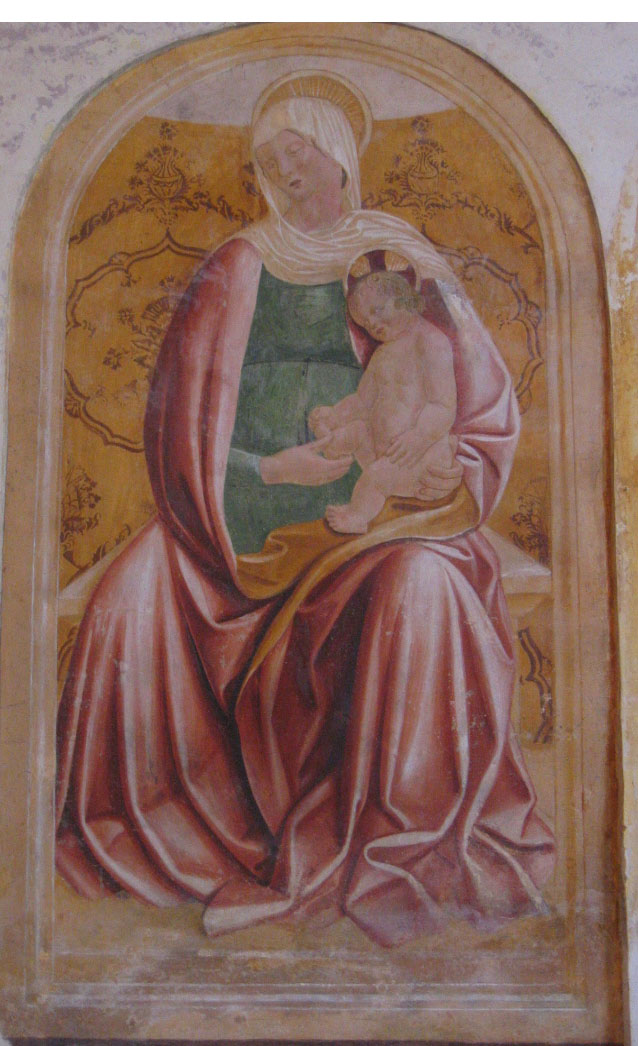
Affresco della Madonna col Bambino (XVIII secolo)